# Tingstäde träsk
Tingstäde träsk är en insjö vid Tingstäde utmed länsväg 148 på mellersta Gotlands norra del. Sjön är Gotlands näst största efter Bästeträsk. Sjöns vattenyta ligger 44,1 meter över havet.
Tingstäde träsk användes under mellankrigstiden som flygplats för hydroplan, bland annat för mellanlandning på rutten Stockholm/Lindarängen–Danzig av AB Aerotransport.

## Historik
Under 1120-talet uppfördes mitt i sjön en kvadratisk timmerplattform med 170 meter långa sidor. På denna uppfördes ett stort antal tätt liggande hus i trä. Rester efter detta imposanta byggnadsverk finns fortfarande kvar nere på sjöns botten och kallas för Bulverket. Varför man egentligen lät anlägga Bulverket är ännu en obesvarad gåta. Ett gammalt lokalt uttryck är: ”Det rökte så som när Tingstäde träsk brann”. Kanske anger det hur bebyggelsen en gång förstördes, trots att inga brända eller förkolnade stockar hittats. En modell av Bulverket och hur där möjligen sett ut finns utställd i Gotlands museum i Visby.
Namnet Tingstäde antyder att en tingsplats legat i närheten. Träsk kunde förr och i dialekter även betyda 'insjö'.

## Gotlands flygplats

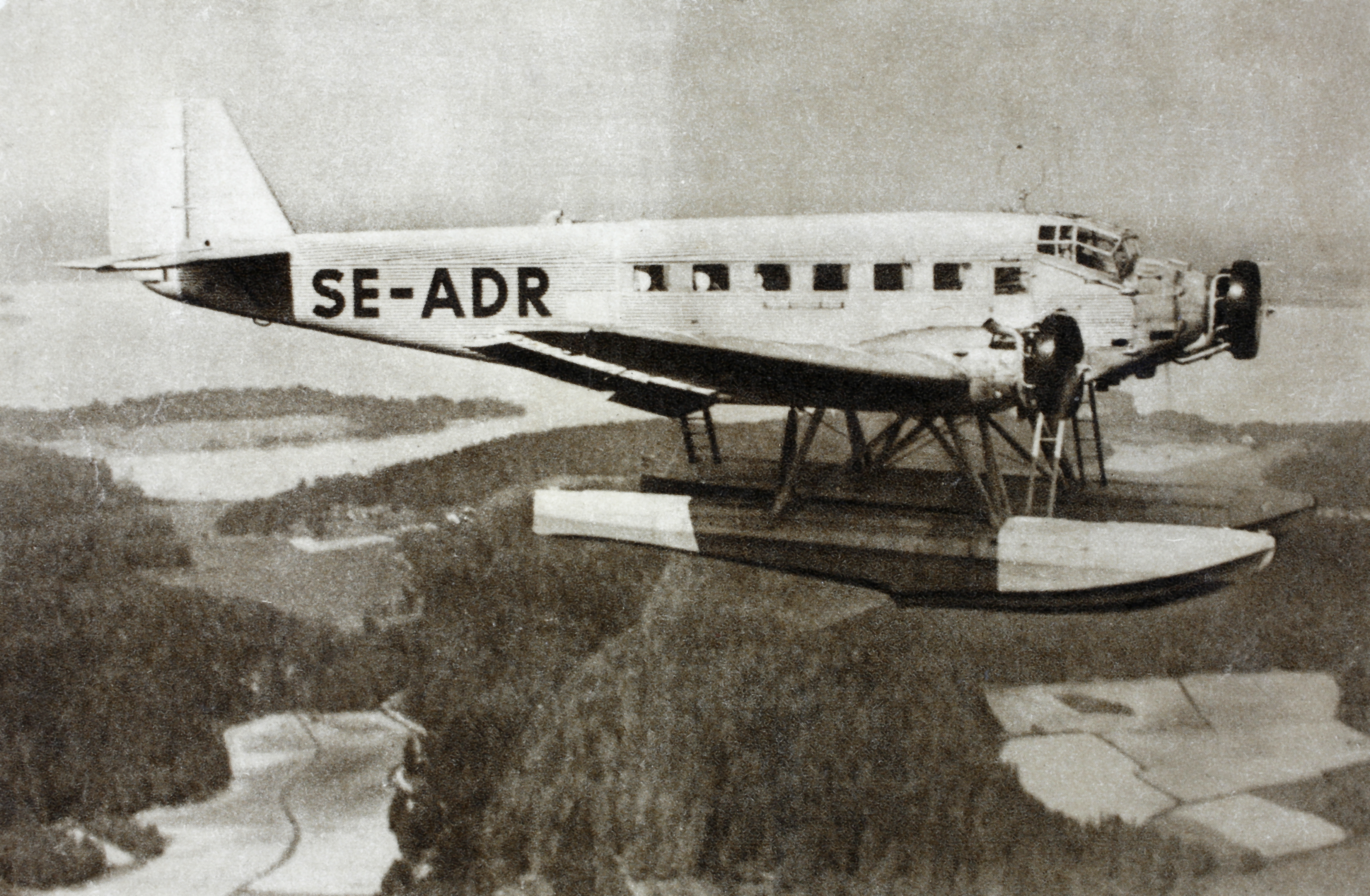
Denna Junkers 52, Södermanland, flög rutten Lindarängen-Tingstäde träsk

Efter en kortvarig sejour 1925–26 med en mellanlandning i badviken i Slite på sträckan Stockholm–Danzig, öppnades den första reguljära flyglinjen mellan Gotland och fastlandet den 1 juli 1933 av AB Aerotransport och upprätthölls med pontonförsedda Junkers 52-flygplan med plats för 14–16 passagerare. Flygplats i Stockholm var Lindarängen och i Gotland Tingstäde träsk, Havet vid Visby bedömdes för gropigt för landning med passagerartrafik. Flygtrafiken upprätthölls sommartid.

## Fauna
Tingstäde träsk är en av Gotlands artrikaste sjöar och fiskbeståndet består mest av gädda, abborre, gärs, mört, löja, sutare, sarv och ruda. Tidigare har det även funnits ål och även flodkräfta förekommer. I sjön har bedrivits ett relativt omfattande fritidsfiske men sedan 2015 är detta förbjudet..

## Fisk
Vid provfiske har följande fisk fångats i sjön:
- Abborre
- Gärs
- Gädda
- Mört
- Sarv
- Sutare